# Antónov Airlines
Antónov Airlines és una companyia aèria de càrrega ucraïnesa especialitzada en el transport de càrrega de gran mida i molt pesant. Les principals instal·lacions es troben a l'aeroport de Gostomel, prop de Kíiv. Després de la batalla de l'aeroport d'Hostomel, Antonov va traslladar els seus avions restants a l'aeroport de Leipzig/Halle.

## Informació general
Antónov Airlines (Авіалінії Антонова) és una divisió estructural d'Antonov ANTK i va començar la seva activitat des del moment de la signatura de la Resolució del Consell de Ministres de l'URSS núm. 520-Р de l'1 d'abril de 1989. Va ser la primera companyia aèria de xàrter de càrrega del món que operava avions de càrrega superpesants An-124. L'experiència de l'exitosa operació de la companyia aèria va crear un mercat completament nou per al transport aeri de càrrega superpesant i va estimular l'aparició d'altres companyies aèries, com "Volga-Dnepr", "Polit" i altres, que operen aquest tipus d'avions.
La tasca principal de la companyia aèria és proporcionar finançament no pressupostari de l'activitat principal d'ANTOV "Antonov" per crear nous tipus d'aeronaus i acumular experiència en l'operació d'avions An-124 amb la finalitat de millorar-los.
L'experiència de l'èxit de funcionament de la companyia aèria li va portar un merescut reconeixement. Per la decisió del Consell de Ministres d'Ucraïna de data 8 de desembre de 1997 núm. 1365, la companyia aèria ANTK va rebre el títol de "Transportista de càrrega aèria nacional". Va ser la primera a Ucraïna a rebre un certificat pel dret a transportar mercaderies perilloses. A més, la companyia aèria és el transportista designat del govern d'Ucraïna per al transport de càrrega militar i especial.
Algunes càrregues transportades pels avions de l'aerolínia:
- Turbines hidràuliques amb un pes de 88 tones des de Khàrkiv fins a Taixkent, per a la central hidroelèctrica de Tashtakum;
- Generador elèctric Siemens de 135,2 tones de pes des de Düsseldorf, Alemanya, fins a Delhi, Índia (aquest fet està registrat en el Guinness Book of Records);
- Una locomotora amb un pes de 102 tones de Londres a Dublín (aquest transport està registrat al calendari de butxaca de la companyia aèria).[1]

L'avió An-225 més gran del món està en funcionament comercial de la companyia aèria.

## Xarxa de rutes

### Transport internacional
- Calgary, Alberta, Canadà (An-124)
- Istanbul, Turquia (An-124, An-225)[2]
- Amsterdam, Països Baixos (An-225)
- Luxemburg (An-225)
- São Paulo, Brasil (An-124)
- El Salvador, Brasil (An-124)
- Rio de Janeiro, Brasil (An-124)
- Buenos Aires, Argentina (An-124)

## Flota

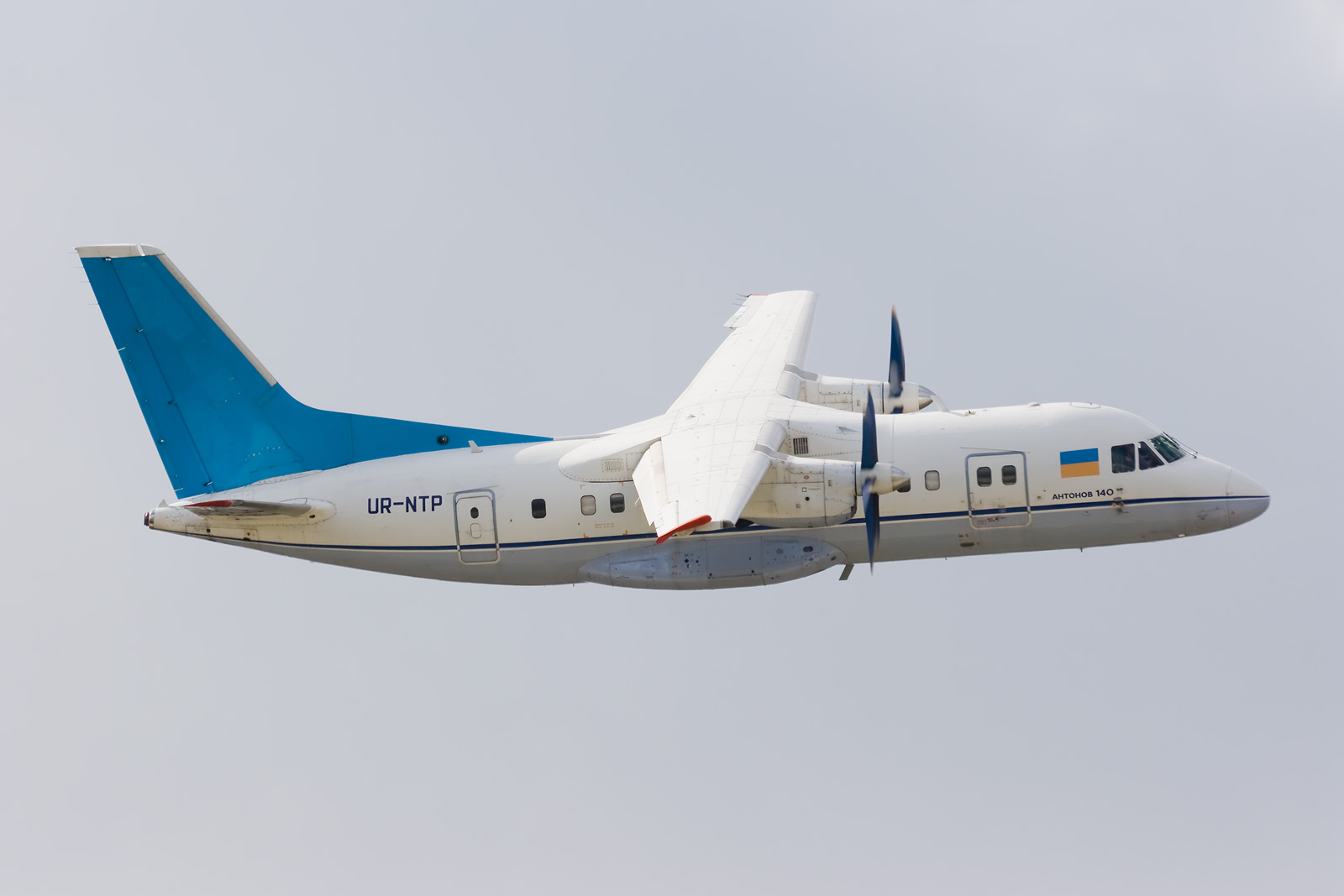
An-140, 2008

Flota d'Antónov Airlines a partir de gener de 2023:

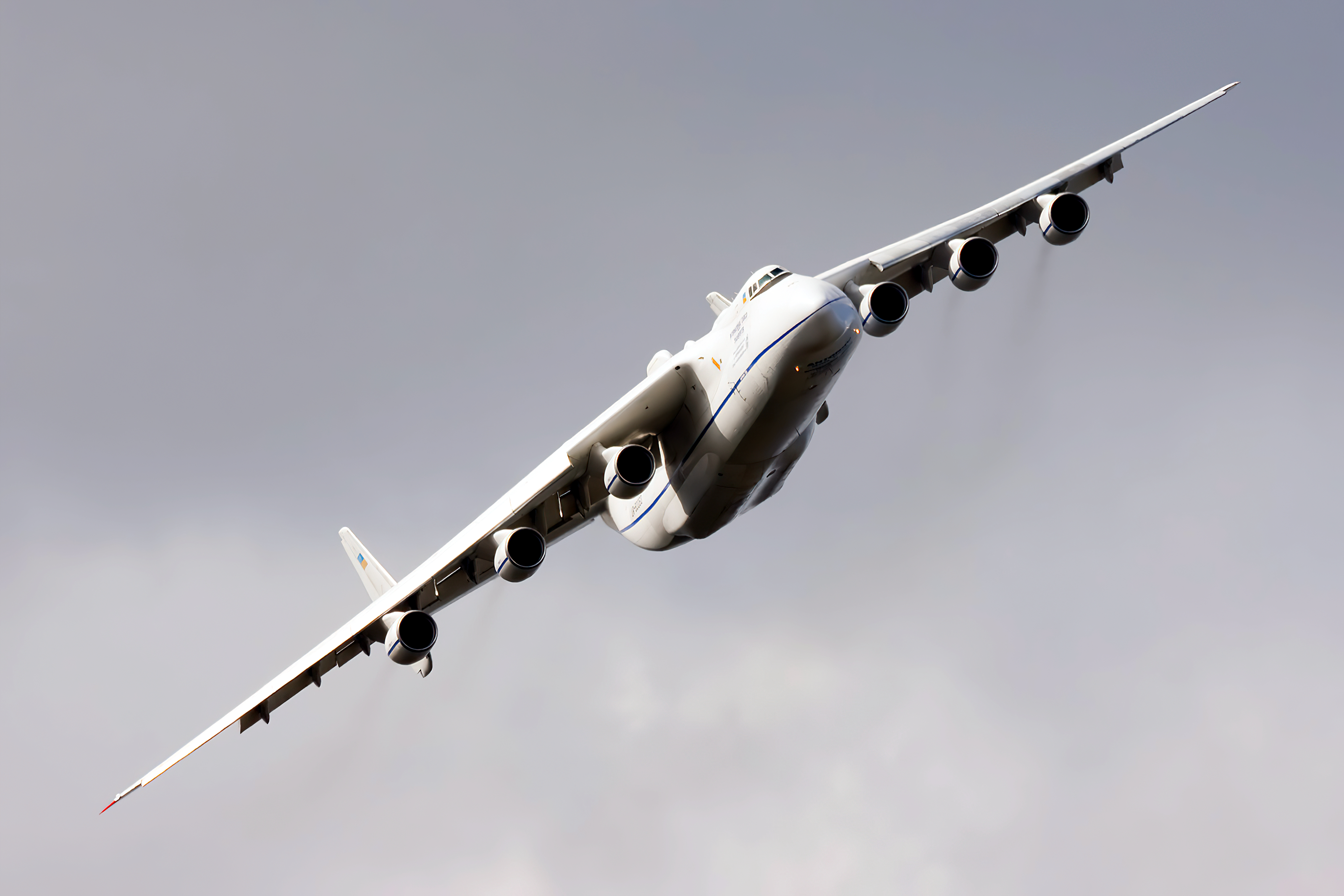
An-225 a l'aeroport de Gostomel, Ucraïna

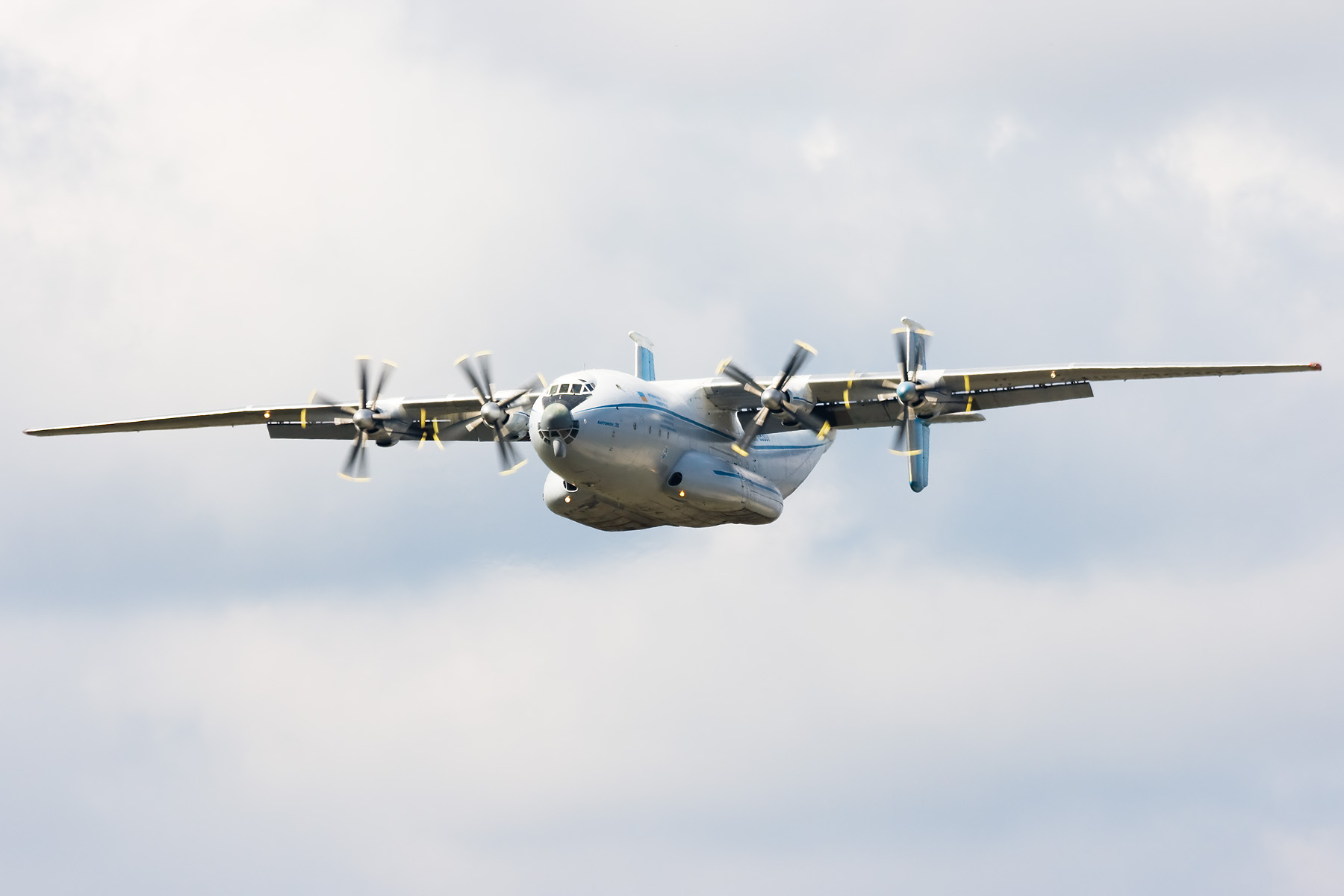
Аn-22 «Antey»

A l'octubre de 2009, la companyia aèria operava una flota de les següents avions:
- 1 An-225 "Mriya"
- 7 An-124-100 "Ruslan"
- 1 An-22 "Antey"
- 2 An-12
- 1 An-26
- 1 An-74

La companyia aèria també opera els següents avions per a les necessitats de l'oficina de disseny:
- 1 An-28
- 1 An-32
- 3 An-140
- 2 An-148
- 1 An-158

## Volums de transport
A principis de 2018, la companyia proporciona al voltant del 35% del volum global de transport aeri de càrrega sobredimensionada i extrapesant.
Es va utilitzar un avió de càrrega An-124-100 "Ruslan" per transportar el carenat principal del coet espacial Falcon Heavy més gran del món. L'avió va recórrer 3.613 km en 4,5 hores, assegurant el lliurament del component del coet per al seu llançament puntual des del port espacial de Cap Canaveral.